# Microsoft Document Imaging Format
MDI (Microsoft Document Imaging format) — формат файла, разработанного компанией Microsoft для хранения растровых изображений, полученных в результате сканирования. Помимо самого изображения формат может содержать текстовые аннотации или другие метаданные, в частности, это может быть текст полученный в результате распознавания. Формат является собственническим — спецификация на него не была опубликована.
ПО производства Microsoft обладает возможностями создания и чтения данного формата. В Microsoft Office данная функциональность появилась с версии 2003.
Имелась программа для создания и просмотра изображений в формате MDI: Microsoft Office Document Imaging (MODI), поставлявшаяся в MS Office 2003 и MS Office 2007. Начиная с MS Office 2010, более не поставляется.

## Стороннее ПО
Для чтения файлов данного формата, а также конвертации в другие форматы, в MS Windows существуют бесплатные утилиты (от сторонних производителей).

## Связь с форматом TIFF
Данный формат является вариацией такого формата как TIFF. Основные отличия MDI от TIFF:
- Используется иное магическое число 0x5045 (ASCII 'EP'?) (вместо 0x4D4D 'MM' или 0x4949 'II').
- Три собственнических типа сжатия.
- Многочисленные нестандартные значения ключей.